# Футбольный матч ФРГ — Франция (1982)
Футбольный матч ФРГ — Франция прошёл 8 июля 1982 года на стадионе «Рамон Санчес Писхуан» в Севилье. Это был полуфинальный матч стадии плей-офф чемпионата мира по футболу 1982 года. Матч известен в Германии и во Франции как «ночь в Севилье» (нем. Nacht von Sevilla, фр. Nuit de Séville). Основное время завершилось вничью со счётом 1:1, в дополнительное время каждая команда забила по два мяча. В серии послематчевых пенальти победу одержала сборная ФРГ, вышедшая в финал. Из-за драматичного сюжета игры она считается одним из лучших футбольных матчей всех времён. Мишель Платини назвал матч своей «самой красивой игрой». Это был первый раз, когда в рамках чемпионатов мира проводилась серия послематчевых пенальти.

## Обзор матча
Ключевой игрок сборной ФРГ Карл-Хайнц Румменигге начал матч на скамейке запасных, так у него была недолеченная травма подколенного сухожилия.
Счёт в игре открыли немцы: уже на 17-й минуте выбегавшего с мячом Клауса Фишера остановил вратарь Жан-Люк Эттори, однако мяч отскочил к Пьеру Литтбарски, который точно пробил с линии штрафной в ворота французов.
На 27-й минуте Карлхайнц Фёрстер нарушил правила в своей штрафной против Доминика Рошто, за что судья назначил пенальти. Его реализовал Мишель Платини.
Во втором тайме вратарь сборной ФРГ Тони Шумахер столкнулся с вышедшим на замену игроком сборной Франции Патриком Баттистоном, из-за чего последний потерял сознание и вынужден был покинуть поле. У него были выбиты два зуба, сломаны три ребра и повреждён позвоночник, но судья не зафиксировал нарушения правил. Франция была вынуждена использовать свою вторую замену, хотя Баттистон не отыграл и десяти минут.
В основное время создавали опасные моменты у ворот друг друга, но основное время завершилось со счётом 1:1. Было назначено дополнительное время. На 2-й минуте дополнительного времени защитник Мариус Трезор забил гол ударом слёта после розыгрыша штрафного французами. Через шесть минут французы забили третий гол: Ален Жиресс после передачи Дидье Сикса пробил по воротам Тони Шумахера, и мяч рикошетом от левой штанги попал в ворота сборной ФРГ. Четыре минуты спустя вышедший на замену в овертайме Карл-Хайнц Румменигге после передачи Пьера Литтбарски сократил преимущество сборной Франции до одного мяча. А ещё через шесть минут после скидки Хорста Хрубеша Клаус Фишер ударом через себя в падении сравнял счёт в матче. Таким образом, команды забили четыре гола за шестнадцать минут овертайма.
После окончания дополнительного времени счётом 3:3 были назначены послематчевые пенальти. Это была первая в истории чемпионатов мира серия послематчевых пенальти. В ней со счётом 5:4 победу одержала сборная ФРГ.

## Отчёт о матче
| ФРГ                                                             | 3:3 (доп. вр.) | Франция                                             |
| --------------------------------------------------------------- | -------------- | --------------------------------------------------- |
| - Литтбарски 17′ - Румменигге 102′ - Фишер 108′                 | (отчёт)        | - Платини 26′ (пен.) - Трезор 92′ - Жиресс 98′      |
| Пенальти                                                        |                |                                                     |
| - Кальц - Брайтнер - Штилике - Литтбарски - Румменигге - Хрубеш | 5:4            | - Жиресс - Аморос - Рошто - Сикс - Платини - Боссис |

| ФРГ | Франция |

| Вр              | 1  | Тони Шумахер          |     |
| Защ             | 15 | Ули Штилике           |     |
| Защ             | 20 | Манфред Кальц (к)     |     |
| Защ             | 4  | Карлхайнц Фёрстер     |     |
| Защ             | 5  | Бернд Фёрстер         | 46' |
| ПЗ              | 6  | Вольфганг Дреммлер    |     |
| ПЗ              | 3  | Пауль Брайтнер        |     |
| ПЗ              | 2  | Ханс-Петер Бригель    | 97' |
| ПЗ              | 14 | Феликс Магат          | 73' |
| ПЗ              | 7  | Пьер Литтбарски       |     |
| Нап             | 8  | Клаус Фишер           |     |
| Запасные:       |    |                       |     |
| Нап             | 9  | Хорст Хрубеш          | 73' |
| ПЗ              | 10 | Ханси Мюллер          |     |
| ПЗ              | 11 | Карл-Хайнц Румменигге | 97' |
| Защ             | 12 | Вильфрид Ханнес       |     |
| Вр              | 21 | Бернд Франке          |     |
| Главный тренер: |    |                       |     |
| Юпп Дерваль     |    |                       |     |

| Вр              | 22 | Жан-Люк Эттори     |     |     |     |
| Защ             | 2  | Мануэль Аморос     |     |     |     |
| Защ             | 5  | Жерар Жанвьон      |     |     |     |
| Защ             | 8  | Мариус Трезор      |     |     |     |
| Защ             | 4  | Максим Боссис      |     |     |     |
| ПЗ              | 14 | Жан Тигана         |     |     |     |
| ПЗ              | 12 | Ален Жиресс        | 35' |     |     |
| ПЗ              | 10 | Мишель Платини (к) |     |     |     |
| ПЗ              | 9  | Бернар Женгини     | 40' | 50' |     |
| Нап             | 18 | Доминик Рошто      |     |     |     |
| Нап             | 19 | Дидье Сикс         |     |     |     |
| Запасные:       |    |                    |     |     |     |
| Защ             | 3  | Патрик Баттистон   |     | 50' | 60' |
| Защ             | 6  | Кристиан Лопес     |     |     | 60' |
| Нап             | 17 | Брюно Беллон       |     |     |     |
| Нап             | 20 | Жерар Солер        |     |     |     |
| Вр              | 21 | Жан Кастанеда      |     |     |     |
| Главный тренер: |    |                    |     |     |     |
| Мишель Идальго  |    |                    |     |     |     |

| Помощники судьи: Бруно Галлер (Швейцария) Боб Валентайн (Шотландия) | Регламент матча: - 90 минут основного времени (2 тайма по 45 минут) - 30 минут дополнительного времени (2 тайма по 15 минут), если счёт ничейный - Послематчевые пенальти, если счёт ничейный после окончания дополнительного времени - Пять заявленных запасных, максимум две замены |